# Itu (ciudad)
Itu es un municipio brasileño del estado de São Paulo. En el censo realizado en 2007 tenía una población de 186 460 habitantes y es la segunda ciudad más grande de la Microrregión de Sorocaba.
Itu fue alguna vez la ciudad más rica del estado, siendo famosa por haber vivido allí muchos "magnates del café" y autoridades importantes del país. El municipio fue importante en el proceso que condujo a la proclamación de la república de Brasil en 1889, habiendo acogido, en 1873, la primera Convención Republicana en Brasil.